# Siège de coffre

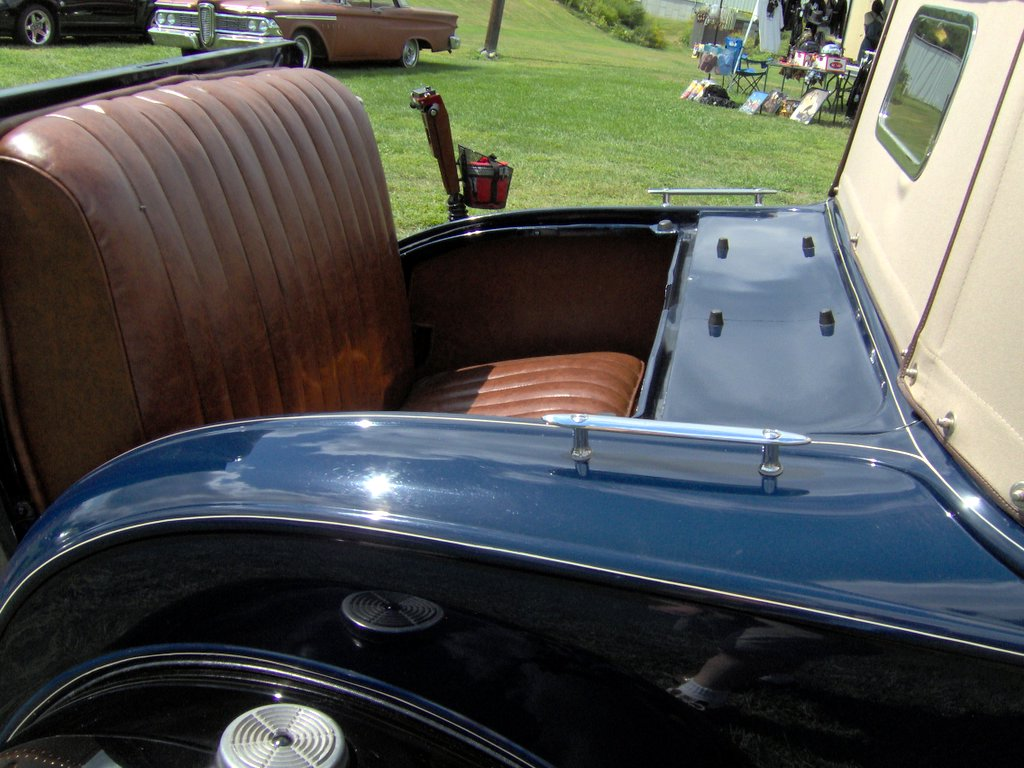
Ce roadster Ford Modèle sport de 1931 dispose d'un siège de coffre.

Un siège de coffre, rumble seat (anglais américain), siège dicky, dickie ou dickey (anglais britannique), également appelé siège de belle-mère, est un siège extérieur, repliable en général, à l'arrière d'un autocar, d'une voiture hippomobile ou des premières automobiles. Selon sa configuration et les options, il fournit des sièges rembourrés, plus ou moins exposés ou protégés, pour un ou deux passagers.

## Histoire
Des sièges supplémentaires occasionnels apparaissent dans les derniers siècles de l'évolution des coches, calèches et voitures hippomobiles. L'édition de 1865 du Webster (dictionnaire américain de référence de la langue anglaise) définit un rumble seat comme un « coffre surmonté d'un siège pour les servants, à l'arrière d'un chariot ». Semblable au rumble seat, sur les phaetons européens, il y avait l'araignée, un petit siège ou une banquette sur de grêles supports pour asseoir un palefrenier ou un homme de pied.
Avant la Première Guerre mondiale, les sièges de coffre ne se repliaient pas toujours dans la carrosserie. Une telle option passager était généralement intégrée dans le pont arrière. Lorsqu'il était inoccupé, l'espace restant sous le siège pouvait être utilisé pour les bagages.

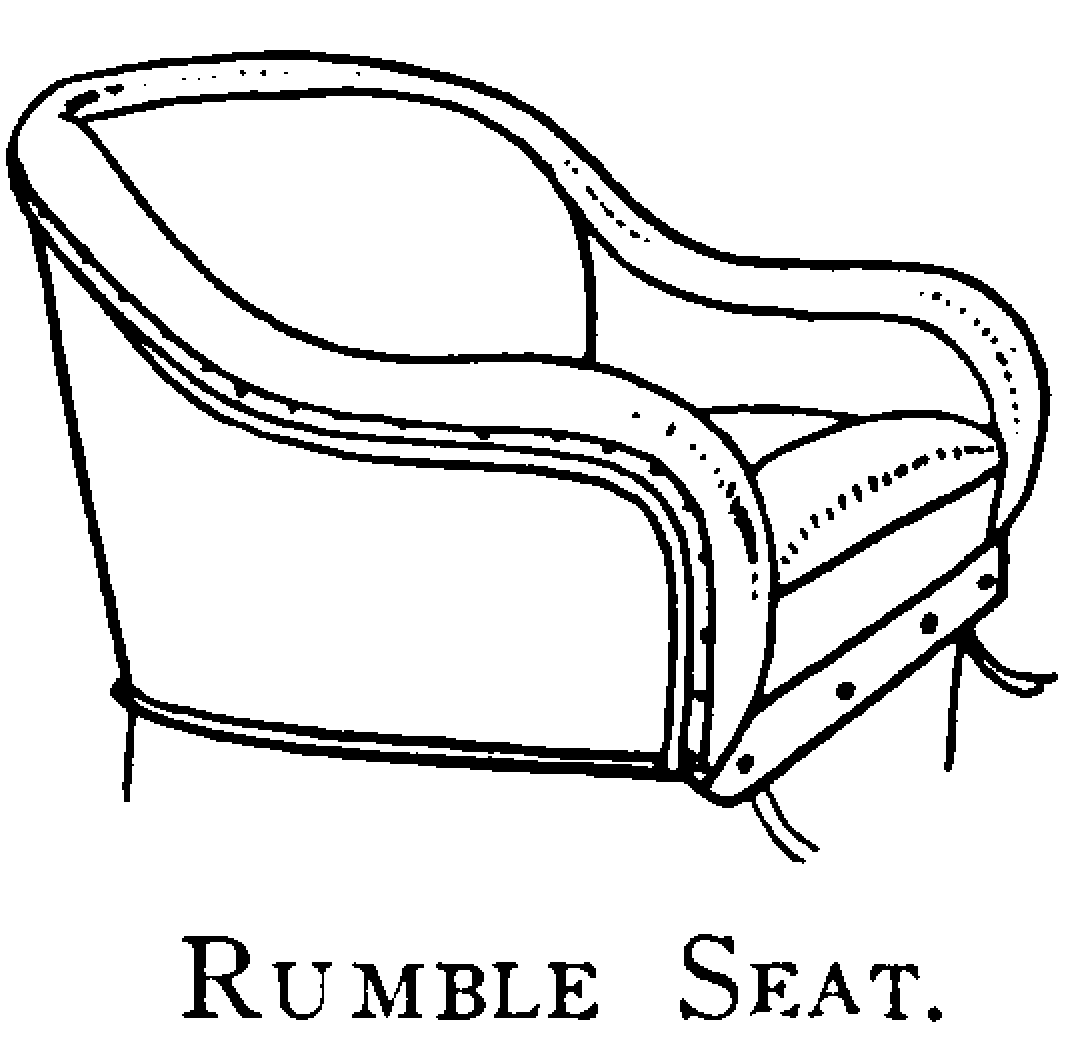
Illustration de rumble seat, vers 1913.

Des styles de carrosserie roadster, coupé et cabriolet ont été proposés avec le choix entre coffre à bagages et siège de coffre. Les modèles équipés d'un siège de coffre furent souvent nommés coupé sport ou sport roadster.
Les passagers sont exposés aux éléments, et n'ont que peu ou pas de protection par rapport aux voyageurs du compartiment avant. Ces passagers sont généralement les premières victimes en cas d'accident, les plus graves. Des toits pliants et des rideaux de côté pour sièges de coffre étaient parfois disponibles en option sur certaines voitures (comme la Ford Modèle A), mais n'ont jamais eu beaucoup de succès.
Parmi les dernières voitures américaines produites avec un siège de coffre, on trouve les Chevrolet 1938, les Ford  et Dodge 1939, les Plymouth. La dernière voiture britannique fut la Triumph 2000 Roadster, produite jusqu'en 1949'.